# Пирахан
Пираха́н (тж. пира́ха, мура-пираха, пираа, порт. pirahã, pirarrã) — народ охотников-собирателей Амазонии, ветвь мура. Самоназвание — Hi’aiti’ihi («прямые», в отличие от прочих — «кривоголовых»). Живут на реке Маиси в современной Бразилии (муниципалитеты Умайта и Маникоре штата Амазонас). Численность — около 420 человек (2010). Особый интерес к народу со стороны науки вызван языком пирахан, поскольку поставлено под сомнение наличие в нём рекурсии и возможности говорить о чём-либо кроме того, что происходит здесь и сейчас, хотя обе эти черты претендуют на роль критериев отличия человеческого языка от систем коммуникаций животных.

## История изучения
По археологическим данным, индейцы мура пришли в Амазонию не позднее 10 тыс. лет назад. Ко времени их первых стычек с португальцами в 1714 году пирахан уже были обособленной группой.
В 1921 году пирахан посетил антрополог Курт Нимуендажу и отметил у них отсутствие интереса к результатам научно-технического прогресса. В конце 1950-х годов среди пирахан поселились миссионеры Летнего института лингвистики супруги Арло и Ви Хейнрич с целью перевести на пирахан Библию и обратить их в христианство, в середине 1960-х годов их сменили Стивен и Линда Шелдон, в 1978 году — супруги Дэниел и Керин Эверетт, прошедшие курс техники перевода у Кеннета Пайка.
С 1980-х годов антропологи регулярно работают с пирахан, однако большинство современных данных о них известны из публикаций Дэниела Эверетта, который в общей сложности провёл у пирахан семь лет, и работ сотрудничавших с ним учёных, так как, кроме самих пирахан, лишь Эверетт, его бывшая супруга Керин и Стивен Шелдон освоили их язык.

## Образ жизни
Живут в моноэтнических деревнях. Журналист Джон Колапинто, посетивший пирахан в 2006 году, описал деревню как группу расположенных вдоль берега хижин на четырёх столбах, без стен и пола, с крышей из пальмовых листьев, единственная мебель которых — кровать в форме деревянного помоста. Хижина рассчитана на семью из 3—4 человек.
Имущество состоит из горшка, кастрюли, ножа и мачете. Мужчины одеваются в готовые рубашки, футболки, шорты; женщины шьют платья из хлопчатобумажной ткани, носят ожерелья из раковин, перьев, зубов и бусин. Утварь, одежда и ткань вымениваются у речных торговцев на бразильский орех, древесину и жевательную смолу; луки, стрелы и мешки из пальмовых листьев делают сами. Торговыми сделками и охотой занимаются мужчины.
Согласно Эверетту, в перечень покупок входят молоко в порошке, порох, виски, сахар и каноэ (последние пирахан технически способны делать, но не желают); а распространённой платой, кроме орехов, служит секс с местными женщинами.
Возле деревни в полудиком состоянии растёт маниока, которую растирают на муку. Еду впрок не заготавливают.
Пирахан спят полифазным сном по 0,4—2 часа.
В 2011 году экспедиция Массачусетского технологического института обнаружила в деревне пирахан форпосты западной цивилизации: медпункт, стационарный туалет с водопроводом, свет от бензинового генератора, телевизор и школу, где учитель-пирахан преподаёт португальский язык и арифметику на португальском. Во время экспедиции Эверетта в 2009 году ничего этого не было. Сами пирахан восприняли новые бытовые возможности позитивно. Обе экспедиции задокументированы в фильме «The Amazon Code: The Grammar of Happiness» (2012). Об успехах обучения в фильме не сообщается, ранее Эверетту удалось научить считать по-португальски лишь нескольких детей, но они не восприняли эту систему всерьёз. В фильм включены кадры охоты пирахан с луком и стрелами за обезьянами и рыбой, хотя в других кадрах показаны современные рыболовные крючки, а покупка пороха говорит о применении ружей.
Жители ближайших к пирахан деревень — индейцы теньярин и жахуи — включены в бразильскую повседневность, пользуются ноутбуками, получают стандартное образование и взимают сбор с автомобилей за проезд через их территорию по Трансамазонской магистрали.

## Социальная структура
Нет социальной иерархии, в том числе вождей, нет для этого и экономической базы: блага общедоступны и не запасаются. Брак эндогамный, однако не возбраняется секс с чужаками, что является вероятной причиной отсутствия признаков вырождения.

## Восприятие мира
Пирахан опираются на информацию, которую получают своими органами чувств в настоящий момент, либо которую таким же способом получают другие ныне живущие люди. Эверетт назвал это «принципом непосредственного опыта» (англ. immediacy-of-experience principle). По данным Эверетта, у пирахан нет декоративного искусства, и они не умеют рисовать.
Пирахан способны сделать скульптурную модель незнакомого им ранее сложного предмета — например, гидроплана, — но только пока его видят, а когда он улетает, теряют интерес и к модели. Коллективная память не распространяется дальше двух поколений. Считают, что мир всегда был такой, как сейчас. Эверетт сообщал, что у пирахан нет представления о творении и богах. По данным Эверетта, у пирахан есть представления о ду́хах и вера в то, что они их регулярно видят в виде объектов окружающего мира, например, животных, растений или других людей.
Миссионерам за полвека не удалось обратить пирахан в христианство, так как им непонятна апелляция к их будущей судьбе, а также к личности Христа, с которым миссионеры лично не общались. Другие этнографы приводили данные о присутствии у пирахан мифов, в том числе космогонических.

## Эксперименты на восприятие количества
Эксперименты были проведены до появления у пирахан школы.
Питер Гордон попросил пирахан показывать ему столько же предметов, сколько он им показывает. Использовались батарейки AA, орехи, нарисованные линии, конфеты и коробки с разным количеством изображённых рыбок. Предметы Гордон размещал в линию, спонтанно или группами; в одном опыте прятал предметы через секунду после показа, ещё в одном бросал их в непрозрачную банку. Гордон заключил, что пирахан плохо оперируют с количеством больше трёх. Он же заметил, что, хотя они используют счёт на пальцах, количество загнутых пальцев не обязательно совпадает с количеством предметов.
Опыт был повторён в более чистом виде группой учёных. Катушки ниток выкладывались числом до 10 штук на ровную поверхность, чтобы избежать произвольного перемещения. Пирахан должны были выложить такое же число шариков. Они почти не делали ошибок, если катушки выставлялись в линию перед ними: в ответ они ставили напротив каждой катушки шарик. Ошибались более чем в половине случаев, если катушки после показа закрывали экраном, или если они должны были выставить свою линию предметов перпендикулярно линии экспериментатора. Лишь в 12 из 56 случаев пирахан угадали число предметов, брошенных в непрозрачную банку.
Этой же группой экспериментально подтверждено отсутствие числительных. Пирахан используют относительные термины h’oi, ho’i и ba’agiso, каждый последующий из которых означает количество, большее, чем предыдущий, но число предметов, которые отделяют одно количество от другого, не фиксировано; пирахан выбирает термин по ситуации, и мнение других может не совпадать с его мнением. Один предмет всегда ho’i, но этим словом могут обозначаться и другие количества.
Экспериментаторы пришли к выводу, что пирахан понимают количественную разницу, даже если она составляет один предмет, но отсутствие абстрактных терминов для числа затрудняет для них перенос информации о количестве в пространстве и времени. Таким образом, понятие числа — это одно из изобретений, расширяющих когнитивные возможности человека, подобно алфавиту, но не обязательная черта человеческого языка.

## Дискуссия о когнитивных способностях
Открытие особенностей языка и когнитивных способностей пирахан активизировало дискуссию о корреляции языка и когнитивных способностей человека вообще. В обсуждении феномена пирахан приняли участие ведущие лингвисты, изучающие функционирование человеческого языка. Брент Берлин предположил, что язык пирахан отражает стадию развития синтаксиса, уже пройденную другими языками. Стивен Левинсон высказался против возможной интерпретации, будто бы пирахан менее умны, чем остальные, и в этом солидарен с Эвереттом; Анна Вежбицкая заявила, что люди являются такими же людьми независимо от потенциального решения вопроса о различии или равенстве их когнитивных способностей.